# شیمی خوراک

ساکارز: قند معمولی و احتمالاً آشناترین کربوهیدرات

شیمی خوراک یا شیمی موادغذایی (به انگلیسی: Food Chemistry)، شاخه‌ای از دانش بنیادین شیمی و علوم غذایی است که به بررسی و مطالعهٔ فرایندها و برهم‌کنش‌های شیمیایی همه اجزای زیستی و غیر زیستی خوراکی‌ها و ساختار شیمیایی و خواص مواد غذایی و تغییرات شیمیایی آن‌ها را در مراحل فراوری، تهیه، توزیع، مصرف و نگهداری می‌پردازد.
این دانش، مشترکات بسیاری با زیست‌شیمی از قبیل کربوهیدراتها، لیپیدها و پروتئینها دارد، اما بخش‌های فراتری نظیر رنگ، مزه، افزودنی‌های غذایی، مواد معدنی، آب، آنزیم‌ها و ویتامین‌ها را نیز شامل می‌گردد.

## پروتئین‌ها در رژیم غذایی
مواد مغذی اصلی هر سلول زنده هستند. در ساختمان آن‌ها نه تنها کربن، هیدروژن و اکسیژن وجود دارد، بلکه ازت و گاهی گوگرد نیز موجود می‌باشد.
پروتئین‌ها مسئول انجام اعمال گوناگونی هستند. نقش آن‌ها از تشکیل ماده انقباضی عضلات گرفته تا ساختن بعضی از هورمون‌ها، آنزیم‌ها و آنتی‌بادی‌ها، تبدیل انرژی شیمیایی به کار و انتقال اکسیژن و هیدروژن متنوع می‌باشد.

## مواد مغذی معدنی
عنصرهای غذایی (که معمولاً به عنوان معدنی در رژیم غذایی شناخته می‌شوند) یا مواد معدنی عناصر شیمیایی مورد نیاز موجودات زنده، ارگانیسم‌ها، به غیر از چهار عنصر کربن، هیدروژن، نیتروژن و اکسیژن، در مولکول‌های آلیِ عنصری رایج هستند. اصطلاحِ «مواد معدنی در رژیم غذایی» یک اصطلاحِ باستان‌گرایانه است، زیرا به موادی که اشاره دارد همان عناصر شیمیایی هستند تا مواد معدنی واقعی.
عناصر شیمیایی به ترتیبِ فراوانی در بدن انسان، شامل هفت عنصر عمده در رژیم غذایی: کلسیم، فسفر، پتاسیم، گوگرد، سدیم، کلر، و منیزیم است. عناصر غذایی مهم و لازم برای زندگی پستانداران، شامل: آهن، کبالت، مس، روی، منگنز، مولیبدن، ید، برم، و سلنیوم است. این‌ها نیز «عناصر غذایی جزئی»، یا «ریزمغذی» ها هستند که این واژهٔ «جزئی» یا «ریز» اشاره به «مقدار» و نه به «اهمیت» آنهاست. از آنجا که محتوای مواد معدنی‌ها در مواد غذایی را سوختنی‌ها و بخارشدنی‌ها تشکل نداده‌اند، روش‌های تجزیه‌وتحلیل تغذیهٔ شامل احتراق ممکن است محتوای مواد معدنیِ کلِ مواد غذایی را به عنوان «خاکستر خام» گزارش کنند.

## رنگ‌های خوراکی

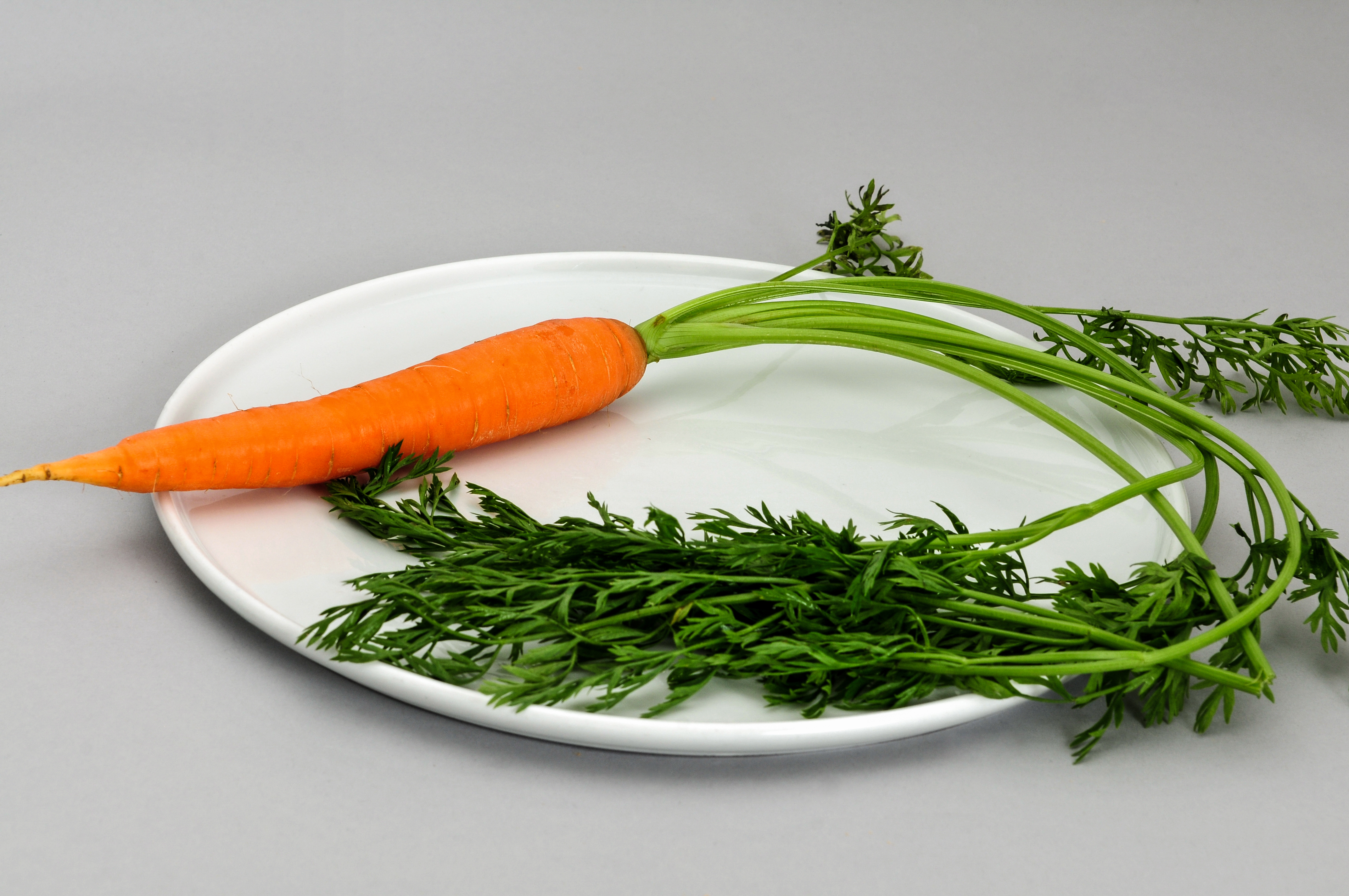
رنگ نارنجی هویج و بسیاری دیگر از میوه‌ها و سبزیجات ناشی از کاروتنوئیدها است.

رنگ خوراکی یا رنگ‌آمیزی غذا (افزودنی رنگی)، به رنگدانه‌ها یا موادی گفته می‌شوند که در صورت افزودنشان به غذا یا نوشیدنی باعث انتقال رنگ به آن‌ها می‌گردند. این مواد در اشکال مختلف مایع، پودر، ژل و خمیر یافت می‌شوند. رنگ‌های خوراکی هم در تولید مواد غذایی تجاری و هم در آشپزی و پخت‌وپز خانگی مورد استفاده قرار می‌گیرند. با توجه به میزان ایمنی (سلامت) و به‌طور کلی در دسترس بودن، رنگ‌های خوراکی در مصارف غیر خوراکی متنوعی از قبیل لوازم آرایشی، داروسازی، صنایع دستی و تجهیزات پزشکی مورد استفاده قرار می‌گیرند.

## افزودنی‌های غذایی
به مواد شیمیایی و طبیعی که به مقدار کم و به منظور بالا بردن کیفیت، رنگ و طعم مزه و افزایش ماندگاری غذا به انواع غذا در حین تولید، فراوری، بسته‌بندی، انبارداری افزوده می‌شود، افزودنی‌های غذایی گفته می‌شود. این مواد همچنین برای طولانی‌تر کردن ماندگاری غذا به خوراکی‌ها اضافه می‌شود.

## شاخه‌ها
- آب
- لیپید (روغن‌ها)
- پروتئین
- کربوهیدرات (قندها)
- مواد معدنی
- ویتامین
- آنزیم
- افزودنیها
- رنگ
- طعم
- بافت[۷]